# Carmen Herrera Nieto
Carmen Herrera Nieto (castellà: Carmen Herrera)  (l'Havana, 31 de maig de 1915 - Manhattan, 12 de febrer de 2022) va ser una pintora i artista visual abstracta i minimalista cubana, instal·lada als Estats Units des de mitjan de la dècada del 1950. La seva obra abstracta, rigorosament composta i sovint radiantment acolorida, li va suposar un reconeixement internacional tardà. El maig de 2015 va fer cent anys.
De jove va estudiar art a Cuba i a París, i es va formar com arquitecta al seu país, fins que va haver de deixar-ho per motius polítics. Va continuar amb l'escultura i la pintura figuratives, i el 1939, ja a Nova York, va reprendre les classes d'art. Va tornar a París el 1948, i allà es va centrar en la pintura, inspirada per un grup d'artistes que exposaven a la ciutat. La seva obra va esdevenir més abstracta, i va passar a tenir una predominància de formes geomètriques i color. L'any 1954 va tornar a Nova York, on es va instal·lar de manera definitiva.
Als Estats Units va descobrir que tant ella com la seva obra no eren ben rebudes per part d'alguns galeristes, a causa dels prejudicis que hi havia en el sector contra les dones i contra els artistes llatinoamericans. Aquest clar desavantatge, afegit al fet que Herrera no seguia cap corrent creatiu conegut, i al seu poc interès per la fama i per promocionar-se, van fer que l'artista s'allunyés dels focus del renom i es concentrés en la seva obra, passant desapercebuda durant mig segle.
Després de més de sis dècades dedicant-se a la pintura, va vendre la seva primera pintura el 2004, als 89 anys. El 2009 la galeria IKON de Birmingham (Anglaterra) va oferir una exposició retrospectiva de la seva obra, que es va traslladar l'any següent al Museu Pfalzgallerie de Kaiserslautern (Alemanya), i el 2017 el Museu Whitney d'Art Americà de Nova York va fer una retrospectiva d'Herrera. El 2019 va vendre el seu quadre Blanco y verde (1966-1967) en una subhasta a Sotheby's per quasi quatre milions de dòlars, un rècord de l'obra de l'artista. La Tate Modern de Londres, el MoMA de Nova York i el Museu Hirshhorn de Washington DC han adquirit recentment obres seves. Les seves obres tenen una precisió gairebé espiritual, i marquen importants fites en l'evolució del moviment minimalista geomètric.

## Biografia
Herrera va néixer en el si d'una família d'intel·lectuals, i és la més petita de set germans. La seva mare, Carmela Nieto, va ser una de les primeres dones periodistes de Cuba i líder del moviment feminista; aquesta va abandonar el seu primer marit, un financer estatunidenc amb qui havia tingut cinc fills, quan va conèixer el pare de Carmen, editor i director del diari cubà El Mundo. Va rebre lliçons d'art quan era jove i van enviar-la a París quan tenia 15 anys per continuar els seus estudis. En tornar a Cuba va fer escultures de fusta, i més tard va iniciar els seus estudis d'arquitectura a la Universitat de l'Havana, tot i que, després de la presa del poder de Fulgencio Batista, la situació política tumultuosa del país li va impedir acabar. Els seus primers intents com a artista van ser amb aquarel·les i talles de fusta, i amb 18 anys va participar en la seva primera exposició; durant aquesta primera etapa, tant la seva pintura com la seva escultura eren figuratives. El 1938 es va casar amb Jesse Loewenthal, professor d'anglès novaiorquès, amb qui l'any següent es va traslladar a Nova York, on va continuar amb la pintura figurativa, principalment, i va fer classes a la Lliga d'Estudiants d'Art i al Museu de Brooklyn, i també va fer amistat amb altres artistes, entre ells Barnett Newman.
No va ser fins que va tornar a París el 1948 que va desenvolupar plenament la seva identitat artística, i es va inspirar en el Salon des réalités nouvelles ("Saló de les noves realitats"), un grup d'artistes que van muntar una exposició anual amb treballs abstractes i majoritàriament no representatius per artistes com Josef Albers i Jean Arp. Herrera va començar a crear pintures en les quals predominaven formes geomètriques clarament definides i acolorides, i va exposar aquest nou treball a través del saló entre el 1949 i el 1952. Durant aquells anys es va introduir en els atrevits colors i formes de Kazimir Malèvitx i Piet Mondrian, dues inspiracions darrere del seu estil madur, i va fer amistat amb Jean-Paul Sartre, Simone de Beauvoir i la pintora Marie Raymond, mare d'Yves Klein.
L'any 1954 es va establir definitivament a Nova York, on va haver de tornar per manca de diners. Tot i que va continuar produint obra durant la dècada del 1950, aviat va sentir que l'ambient dels Estats Units era molt menys receptiu amb la seva obra, i no va aconseguir el mateix reconeixement que els seus companys a causa dels prejudicis que alguns galeristes tenien contra les dones i els artistes llatinoamericans i que la posaven en clar desavantatge, com també el fet que les seves obres no eren pas a la moda del període de l'expressionisme abstracte, malgrat que algunes ja apuntaven a les tendències posteriors de l'art òptic i del minimalisme. Durant dècades va comptar amb el suport incondicional del seu marit, però va ser rebutjada per marxants com la reconeguda galerista Rose Fried, qui va visitar-la al seu estudi i irònicament es va negar a incloure-la en un programa perquè era una dona, just després d'haver lloat la seva obra. D'altra banda, durant la seva època, Herrera es va preocupar poc per la fama, i va preferir concentrar-se en la pintura en comptes de promocionar-se.
Va continuar les seves exploracions cromàtiques precises durant les dècades del 1960 i 1970 en obres com Blanco y verde (de 1966, un tall verd i fi triangular contra un fons blanc auster) i Saturday (de 1978, un llenç de color negre atzabeja interrumput per una gruixuda ziga-zaga daurada), i també va mostrar interès per avançar més enllà de les limitacions estructurals tradicionals de la pintura. Des dels seus dies a París havia experimentat amb teles no rectangulars i va jugar amb dimensionalitat en obres com Amarillo (1971), pintada sobre fusta contraplacada de quatre polzades.
El 1984, després d'anys exposant només de manera esporàdica, The Alternative Museum de Nova York va fer la seva primera retrospectiva. Tot i això, no va vendre ni un sol quadre fins a dues dècades després, quan el 2004, als 89 anys, va ser inclosa en una mostra de pintores geomètriques a la galeria latincollector de la mateixa ciutat (posteriorment, Frederico Sève Gallery/latincollector) després que el galerista quedés impressionat en visitar el seu estudi. A partir de llavors, el seu prestigi es va disparar i l'èxit li va arribar amb força. Les seves obres van ser adquirides per a les col·leccions permanents del Museu d'Art Modern de Nova York (aquell mateix any), el Hirshhorn Museum de Washington DC, i la Tate Modern de Londres, i va rebre elogis per diverses exposicions en solitari i també de part dels mitjans internacionals. Finalment, la galeria Lisson va remuntar-la com artista.
L'any 2009 va exposar a Birminham, la seva primera exhibició en solitari a Europa, i The Guardian va considerar-la una de les deu millors d'aquella dècada. L'any següent, la Frederico Sève Gallery/latincollector va exposar "Carmen Herrera: Recent Works", una segona retrospectiva que havia estat prèviament recorrent Europa amb força èxit. L'any 2015 es va estrenar The 100 Years Show, un documental de 29 minuts sobre Herrera dirigit per Alison Klayman, que va generar crítiques molt positives i va intensificar l'interès per les obres de Herrera; la directora havia debutat anteriorment amb el documental Ai Weiwei: Never Sorry (2012), sobre l'artista i activista xinès Ai Weiwei. Més endavant, el 2017, va tenir una retrospectiva important, "Carmen Herrera: Lines of Sight", al Museu Whitney d'Art Americà.
L'any 2016, l'obra d'Herrera va servir d'inspiració al director creatiu de la marca suïssa de moda Akris, Albert Kriemler, per a la seva col·lecció de primavera 2017 i en la qual la pintora va col·laborar. El món de la moda no era del tot desconegut per a l'artista. Era amiga del dissenyador Narciso Rodríguez, i el Frost Art Museum de Florida va incloure dues impressions seves (Black and White Rondo, del 1959, i Black and White, del 2009) en la mostra Narciso Rodriguez: An Exercise in Minimalism, que es va inaugurar l'any 2016. Herrera va assenyalar com de difícil devia ser per a Kriemler manifestar les seves estrictes proporcions arquitectòniques tan exactament en un medi tan fluid com la gasa prisada.
A principis de 2019 va vendre el seu quadre Blanco y verde (pintat entre 1966 i 1967) a Sotheby's per 3.900.000 dòlars, que es va convertir en l'obra millor pagada de l'artista, i que va superar les expectatives més elevades, que havien situat prèviament el seu preu màxim en 2,8 milions de dòlars. Segons un comunicat de la casa de subhastes, la venda "demostra que el mercat vol conèixer aquestes dones extraordinàries les obres de les quals han estat històricament infravalorades", i també afirmava que el benefici de les vendes aniria destinat a "ajuda financera per a dones joves excepcionals i permetrà futures líders de formar-se en el (centre educatiu) Miss Porter's School".
Tot i que patia artritis i anava en cadira de rodes, Herrera continuava treballant, i el juliol de 2019 va inaugurar Estructuras monumentales, les seves primeres escultures públiques, presentades pel Public Art Fund al parc de l'Ajuntament de Nova York, a Manhattan.

## Obra
Mentre que alguna de les seves obres la va dur a ser comparada amb els neoconcretistes brasilers Lygia Clark i Hélio Oiticica, segons la reconeguda crítica de Nova York Karen Rosenberg, l'estil de Carmen Herrera es defineix per la seva "signatura d'abstraccions geomètriques". Presenta "pintures simplificades de només dos colors [que contenen] complicacions espacials aparentment infinites". Aquestes sensibilitats es van desenvolupar inicialment durant els seus sis anys al París de la postguerra, on va trobar idees d'artistes com Kazimir Malèvitx, Piet Mondrian i altres devots del suprematisme i el neoplasticisme. Herrera no només és important per les seves contribucions a l'abstracció geomètrica, sinó que moltes de les seves obres també són representacions complexes del món natural. Per exemple, la seva sèrie de dotze anys Blanco y verde (1959) és una desconstrucció de la pintura tradicional del paisatge. Primerament, utilitza línies horitzontals per crear un sentit d'horitzó; llavors ho realça amb la seva característica línia en diagonal, que es combina per a crear el punt focal tradicional, que és un distintiu de molts paisatges. El contrast deliberat del blanc sobre el verd també capta l'essència de molts esquemes de colors del paisatge en un sentit molt abstracte.
Una altra faceta destacada del desenvolupament inicial de l'artista va ser la seva experimentació amb la forma de la tela. Sara Rich, professora de la Universitat Estatal de Pennsilvània, especialitzada en la connexió entre l'abstracció estatunidenca i la cultura visual de la Guerra Freda, explica que els primers treballs d'Herrera es van centrar principalment en orientar adequadament la tela per reflectir la seva forma. Al principi, segons Rich afirma, Herrera es preocupava essencialment de recordar al públic que, per exemple, un llenç circular, al món real, "volia rodar". Ella principalment va intentar aconseguir-ho emprant fletxes i altres dispositius direccionals de forma similar. Aquesta exploració la va dur a considerar els triangles i el moviment indicat per les marques pintades continuant fora del llenç i al voltant d'aquest. Herrera destaca per manipular de forma constant l'efecte que sovint tenen els triangles en les pintures, el qual proporciona un context i una perspectiva que ens allunyen d'una abstracció de les obres. Sara Rich també assenyala que Barnett Newman va ser també un amic primerenc i una influència extremadament formativa en les obres de la jove Herrera després de marxar de Cuba el 1939.
Algunes obres Herrera les construïa fent servir dues teles penjades juntes, una tècnica a la qual s'hi refereix com "estructuras".

## Estil
La clau per entendre l'estil de Carmen Herrera és la seva formació com a arquitecta; l'artista atribuïa el seu interès per les línies rectes i les formes netes als seus anys com estudiant d'arquitectura. En una entrevista de 2010 va afirmar: "Mai no hagués estat tan bona arquitecta, però em fascina l'arquitectura"; i part d'aquesta fascinació pot advertir-se als seus quadres. Segons Carmen Juliá, comissària de la col·lecció de la Tate Britain, "l'art d'Herrera té a veure amb comunicar la pura forma".
Aquesta base es pot veure en el seu impuls per utilitzar mesures i eines per crear art ordenat en un món caòtic. En un article per al New York Times, el crític Ted Loos capta l'essència de l'obra d'Herrera, caracteritzada per "una signatura d'atrevida simplicitat: blocs de color clarament delimitats sovint energitzats per una línia en diagonal forta". En les seves pròpies paraules, Herrera pensa en "la línia, el paper, sobre moltes coses minúscules que es fan més i més grans... i després apareix una imatge". Ella també és una ferma creient en la màxima que "menys és més", i pinta amb el seu cervell en lloc del seu cor; això la porta a considerar no només si li agrada un color, sinó també què fa als altres colors implicats i si pot reduir un aspecte del seu treball per millorar-lo.
La pintora va passar de l'abstracció surrealista a una cosa més concreta i geomètrica, i va desenvolupar el seu estil durant els seus anys a París. Va anar-hi amb el seu marit poc després que hagués acabat la Segona Guerra Mundial, i va afirmar que se li trencava el cor "veient els francesos intentar ser elegants malgrat l'aclapadora pobresa", recorda. "Buscava el meu vocabulari pictòric i era molt tímida. Em vaig anar adonant que com menys posava en un quadre més m'agradava". La seva obra va començar a basar-se en la combinació de dos o tres colors, i de formes geomètriques com el rectangle, el triangle o el semicercle. Al llarg de la seva trajectòria, sempre ha anat tractant de simplificar i reduir elements. Sobre això ha dit: "Quan penso que està acabat, li trec alguna cosa i està millor".
A principis de la dècada del 1950 va realitzar una sèrie d'obres en blanc i negre, en les quals ja calculava les proporcions amb precisió. Aplicava la pintura també en les vores del llenç, dotant l'obra d'un incipient caràcter tridimensional. Aquest tipus d'obres s'anticipaven al minimalisme i a l'op art. Quan es va traslladar definitivament als Estats Units, la seva obra era molt contemporània amb allò que passava a París; a Nova York estava relacionada amb tot allò que feia Ellsworth Kelly, tot i que ella va treballar formats més petits.
En aquesta època la seva obra es va fer progressivament més minimalista: les voluptuoses corbes es van aplanar en línies afilades que s'estrenyen cap al no-res o s'expandeixen fins a l'infinit. L'artista ho anomena procés de purificació, un intent que el seu art sigui cada cop més senzill. "Mai no vaig trobar una línia recta que no m'agradés", va dir en una ocasió.
Entre 1959 i 1971 realitza Blanco y verde, la sèrie més destacada de la seva producció, i que resol mitjançant la combinació d'aquests dos únics colors i de formes rectangulars i triangulars. Herrera hi empra diferents tonalitats de blanc, de vegades amb matisos càlids, que interactuen amb el blanc de la sala d'exposicions. Aquest tractament del color blanc podria explicar-se per l'admiració que sent cap a l'obra del pintor Francisco de Zurbarán. L'artista construeix una sèrie de punts de pressió en els quals triangles verds arriben a la vora de les teles, o són adjacents entre sí per tal de crear una forma triangular encara més gran que obre l'espai pictòric. El resultat és una obra dinàmica que convida els espectadors a desxifrar les canviants relacions entre forma i color. Del 1962 al 1978 la seva obra comença a configurar-se a través d'angles tancats i a trencar la jerarquia entre el primer pla i el fons, combinant només dos colors, que ocupen superfícies cada vegada més grans. "Si vas a allò que és bàsic no pots fallar mai". En aquella època va començar a treballar també en les seves "estructures", una sèrie d'obres tridimensionals basades en les seves pintures i que "demanaven a crits convertir-se en escultures". Aquestes són obres monocromes de fusta o alumini que es completen amb l'entorn, de manera que la sala d'exposicions aporta el segon color (blanc) a l'obra.
L'artista considerava que en la seva obra hi ha potser una expressió de nacionalitat a través del color. Malgrat la seva afició pels fons negres, els que dominen les seves pintures són els grocs, taronges, verds i vermells brillants que afirmen la vida.

## Procés creatiu
Herrera creia que la pintura és l'art de la solitud, i li agradava treballar a soles i en silenci. "Sempre tinc un problema que resoldre. Es tracta de dimensions, d'aritmètica. Tot té les seves mesures i la seva relació", va explicar en una entrevista de 2010, i s'enfronta cada dia als seus llenços amb un regle i un cartabó. Durant anys es va preguntar què en faria: "va arribar un punt en el qual tenia por fins i tot de regalar les obres", va confessar. Va trobar la solució a les seves preocupacions i angoixes en l'art i no pas en la medicina: "Les meves amigues del Village anaven al psiquiatre i jo en canvi, al Metropolitan". L'artista encara fa art cada dia, ja que assegura que la sosté. "He pintat tota la vida. Em fa sentir bé", va dir en una entrevista de 2016.
El procés creatiu d'Herrera és relativament senzill i ordenat. Primer fa un esbós amb un llapis i un paper gràfic asseguda al costat d'un llarg banc de finestres, procés que comença a les 9:30 cada matí. Després, transfereix la idea a un tros de vitel·la, i, amb retoladors de pintura acrílica, realitza l'esbós a color. A continuació, es produeix una major iteració de l'obra per assegurar-se que el seu concepte inicial encara es tradueix. Si s'aconsegueix la seva aprovació i està preparada per desenvolupar una peça, truca el seu ajudant, Manuel Belduma, que compra les teles i les col·loca horitzontalment en una antiga taula de dibuix tècnic que gira, permetent Herrera treballar-hi mica en mica. Herrera diu a Belduma on col·locar la cinta adhesiva que separa les zones del quadre i fa que traci les línies amb cinta sobre la tela, sota la seva mirada exigent. Aleshores pot iniciar el procés de pintura. Normalment fa la primera capa de pintura i Belduma n'aplica les posteriors. Un cop finalitzat, l'obra es col·loca a l'estudi per a estudiar-la, i fins i tot de vegades ella la descarta i torna a la taula de dibuix cercant la simplicitat. A més de proporcionar un parell de mans hàbils, Belduma també s'encarrega de reunir materials i ajudar-la en les operacions quotidianes de l'estudi; és un factor que contribueix sovint al procés artístic d'Herrera.
Herrera creava algunes de les seves imatges de manera similar al pintor postimpressionista Matisse: retallant formes i situant-les en diferents angles.

## Invisibilitat i descobriment tardà
Carmen Ramos, comissària d'art llatinoamericà a l'Smithsonian, va assenyalar que "A diferència de molts artistes emigrats europeus als Estats Units, Herrera, que hi ha viscut des dels seus primers anys vint, rarament ha estat identificada com a artista estatunidenca. El seu recent èxit apareix basat en el seu estatus llatinoamericà i, finalment, enfosqueix la seva visibilitat com a artista resident als Estats Units".
Segons Tony Bechara, artista amic d'Herrera, la seva condició d'artista dona i immigrant cubana als Estats Units de les dècades del 1950 al 1970 són factors que expliquen la falta de reconeixement del seu treball ja que, segons va afirmar en una entrevista de 2009, "Nova York estava passant per un període postguerra, en el qual necessitaven reforçar la seva posició com a centre i es van dedicar a la seva gent, al cost dels qui venien de fora". A banda d'això, considera que el caràcter de la pròpia pintora també hi va tenir a veure, ja que "és una persona molt subtil, no és algú que es dedica al mercadeig. No li interessava la fama i, més aviat, la considerava fins i tot una mica vulgar. I es va dedicar sempre al seu treball, amb una dedicació gairebé obsessiva i bufona, i molt feliç, sempre pintant fins al dia d'avui".
Malgrat haver venut la seva primera obra d'art als 81 anys, Carmen Herrera no va ser reconeguda ni apreciada àmpliament durant dècades. Abans de les seves recents exhibicions a la galeria Lisson i al Museu Whitney, només havia tingut una gran mostra el 1984. Com va assenyalar Karen Rosenberg, la primera exposició d'art en solitari de Herrera va arribar més de cinquanta anys després que es traslladés a Nova York, on resideix des del 1954. Això és principalment el resultat d'actituds dominants envers les dones en l'art i els cubans als Estats Units, els quals constitueixen obstacles que ella ha superat al llarg de la seva carrera. Tot això finalment va canviar per a Herrera el 2004. El seu íntim amic i defensor, el pintor Tony Bechara, va assistir a un sopar amb Frederico Sève, el propietari de la galeria latincollector de Manhattan. Sève estava en el procés de desenvolupar una mostra molt publicitada amb pintores geomètriques, de la qual s'havia retirat una artista, i Bechara va recomanar Herrera. Quan Sève va veure les seves pintures, al principi va pensar que eren de Lygia Clark, però finalment va descobrir que les d'Herrera havien estat fetes una dècada abans de les de Clark. Sève, sorprès del que va trobar, no només la va posar a l'exposició, sinó que la va relacionar amb megacol·leccionistes com Estrellita Brodsky i Agnes Gund. D'alguna manera, el seu moment havia arribat, i a partir de llavors va conèixer l'èxit.
Nigel Prince, conservador de la galeria Ikon de Birmingham (Anglaterra) és en part responsable de la sobtada fama d'Herrera. Quan l'any 2007 Prince estava organitzant una exhibició amb un artista veneçolà, a l'hora de llegir els assajos de possibles escriptors per a un catàleg, va trobar que un d'ells feia paral·lelismes entre les obres constructivistes russes durant el temps de la Revolució i el modernisme en obres llatinoamericanes. "Aquí vaig veure el primer esment de l'obra d'una dona anomenada Carmen Herrera, una artista amb la qual jo no estava familiaritzat", va declarar Prince en una entrevista el 2009. "Les descripcions que l'autor feia del treball d'Herrera em van semblar increïbles, així que, simplement, vaig posar a Google el nom de Carmen per a veure veure si en veia algunes imatges i en vaig trobar un parell en una petita galeria que la representa, la Frederico Sève Gallery/latincollector, a Manhattan". Aquell setembre va anar a Nova York, i va veure Herrera i la seva obra, que el va deixar "completament sorprès. L'obra primerenca de Carmen, al començament dels '50 s'anticipava a la seva època per uns 10 anys, amb els seus trets minimalistes molt definits que penso que la col·loquen en un lloc a part d'artistes que van pintar després amb aquest estil i que són més coneguts". D'aquesta visita en va néixer la retrospectiva que la Ikon Gallery va exhibir 18 mesos més tard. L'exposició va rebre una cobertura de premsa molt àmplia i molt positiva, i fins i tot va ser de les notes més llegides en el setmanal The Observer. Va haver-hi crítics d'art que van publicar-ne comentaris molt elogiosos en revistes especialitzades, i fins i tot la revista Elle, una publicació especialitzada en moda, va parlar sobre ella. El catàleg de la galeria va representar la primera publicació formal d'Herrera, i aquest fet crucial va ajudar a difondre àmpliament la seva obra.
Un altre factor decisiu és el fet que la societat i el context cultural van canviar. Segons Bechara, quan Herrera va vendre el seu primer quadre l'any 2004, "el col·leccionisme llatinoamericà ja s'havia formalitzat com una cosa sòlida en el sentit que existien col·leccionistes que es dedicaven, específicament, a l'art de l'Amèrica Llatina, i més específicament encara, a l'art constructivista llatinoanmericà". El Museo del Barrio, a Manhattan, que Bechara presideix, "té gran interès i gran suport perquè el poble no llatí és el que hi està interessat".

## Exposicions
A partir del 1949 Herrera va exposar diverses vegades en el Salon des réalités nouvelles. Va fer exposicions en solitari a la Galería Sudamericana (1956), Trabia Gallery (1963), Cisneros Gallery (1965) i Alternative Gallery (1986). El Museo del Barrio a l'East Harlem (Nova York), va muntar una exhibició de la seva obra el 2008. El juliol de 2009 es va inaugurar una exposició retrospectiva a la Ikon Gallery de Birmingham (Anglaterra), i va viatjar al Museum Pfalzgalerie Kaiserslautern de Kaiserslautern (Alemanya) el 2010. El 2016 també va tenir exposicions al Museu Whitney i a la Lisson Gallery.
En aquesta última, del maig al juny del 2016, es van mostrar les obres d'Herrera en una exposició titulada Carmen Herrera: Recent Works, i que va comptar amb 20 grans pintures i una escultura creades entre els anys 2014 i 2016. La mostra consistia en pintures geomètriques a gran escala, i també amb alguns díptics i tríptics. Aquesta exhibició va ser considerada un homenatge a Herrera, i també va incloure fotografies del seu estudi i del seu apartament de Nova York, on vivia des de 1954.

### Museu Whitney d'Art Americà
Del setembre del 2016 al gener del 2017, les obres de Herrera es van mostrar a Carmen Herrera: Lines of Sight al Museu Whitney d'Art Americà, que va representar la seva primera exposició museística en gairebé dues dècades. Amb més de cinquanta obres mostrades, l'exhibició es va centrar en peces creades del 1948 al 1978 i va incloure pintures, treballs en paper i projectes tridimensionals. Dana Miller, comissària del Whitney, va organitzar la mostra per ordre cronològic, amb tres seccions diferents dedicades a èpoques importants en l'obra de Herrera. La primera es va centrar en les creades entre el 1948 i el 1958, època en què Herrera va experimentar molts tipus d'abstracció. La segona secció es va centrar en les obres del 1959 al 1971, i era un recull de pintures titulat Blanco y verde, que Herrera considera l'obra més important de la seva carrera. L'última secció constava d'obres de la dècada del 1960 i 1970, i contenia més peces experimentals, així com quatre obres escultòriques de fusta. Aquestes peces mostraven l'experimentació d'Herrera amb les relacions figura/terra i mostren una clara influència del passat d'Herrera en l'arquitectura. Moltes d'aquestes obres mai no havien estat exhibides al públic abans. Pel que fa al disseny de l'exposició, Miller va dir: "Amb material així de fort, l'obligació del comissariat és realment fer un pas enrere i deixar que l'obra brilli".
Aquesta exposició es va mostrar posteriorment al Wexner Center for the Arts d'Ohio, l'any 2017.

### Public Art Fund
El juliol de 2019 va inaugurar Estructuras monumentales, una exhibició de les seves primeres escultures públiques, i va romandre al parc de l'Ajuntament de Nova York fins al novembre del mateix any. L'exposició estava formada per cinc grans peces acolorides d'alumini de línies rectes, de fins a 3'6 metres de llarg, tres de les quals es van exhibir per primera vegada, mentre que les altres dues només havien estat vistes a Europa. D'aquesta manera es va fer realitat un dels grans somnis d'Herrera: dur la seva obra a la gent i que puguin gaudir-ne de manera gratuïta.
"Estructuras monumentales" té el seu origen fa molt de temps, ja que algunes de les peces van ser concebudes i dibuixades per Herrera en les dècades del 1960 i 1970, malgrat l'escassa atenció que rebia en aquella època va dur al fet que no fossin produïdes fins dos anys abans. L'obra "Pavanne" n'és un exemple: elaborada el 2017, va ser dissenyada inicialment com un dibuix l'any 1967 en homenatge al seu germà, que patia de càncer. L'escultura, d'un blau viu, està situada sota els arbres de l'espai verd de Manhattan, i està formada per tres peces que encaixen, dues en forma de "L" i una en forma d'"U", separades per un espai estret que deixa entreveure el fons verd que conforma el parc. "Angle Vermell", és una altra de les obres destacades de l'exhibició, una escultura vermella en forma d'"A" situada a l'entrada sud del recinte, i que és la primera estructura que va dissenyar Herrera en més de tres dècades.